# جزیره ککورنی
جزیره ککورنی (انگلیسی: Kekurny Island) یک جزیره در استان ماگادان کشور روسیه است.